# Lauri Markkanen
Lauri Elias Markkanen, född 22 maj 1997 i Vanda, är en finländsk professionell basketspelare som sedan 2022 spelar för Utah Jazz. I 2017 NBA:s draft valdes han som sjunde spelare av Minnesota Timberwolves, men byttes samma kväll till Chicago Bulls.
Markkanen är den första nordisktfödda NBA-spelaren som har valts till en All-Star-match.

## Tidigt liv och karriär
Lauri Markkanens far är den före detta basketspelaren Pekka Markkanen som spelade 129 matcher för Finland, och hans bror fotbollsspelaren Eero Markkanen som spelar för HIFK. Hans mamma Riikka Markkanen spelade också basket på landslagsnivå och tog silver på finländska mästerskap. 
Markkanen växte upp i Jyväskylä och spelade sina juniorår i det lokala laget, HoNsU. Under sina gymnasieår 2014 till 2016 spelade Markkanen för HBA-Märsky i division 1 i den finländska basketligan. Redan i tonåren ansågs han vara en av de största talangerna i finländsk basket och väckte uppmärksamhet även internationellt.

## NBA-karriär

### Chicago Bulls (2017–2021)
Markkanen debuterade i NBA 19 oktober 2017 för Chicago Bulls. Han spelade totalt fyra säsonger i Bulls innan han såldes till Cleveland Cavaliers.

### Cleveland Cavaliers (2021–2022)
28 augusti  2021 köptes Markkanen av Cleveland Cavaliers i NBA. Fyraårskontraktet var värt 67 miljoner dollar. Markkanen fick tio poäng i sin debutmatch för laget. Under Markkanens korta tid i Cavaliers ansågs han ha en viktig roll i lagets framgångar.

### Utah Jazz (2022– )

#### 2022–23 säsong
1 september 2022 byttes Markkanen till Utah Jazz tillsammans med två andra spelare (Ochai Agbaji och Collin Sexton) mot All stars-spelaren Donovan Mitchell. Han påbörjade säsongen 2022 starkt och Utah Jazz kallades för säsongens överraskare. Markkanen gjorde karriärrekord i NBA med 38 poäng i en match 134-133 mot Phoenix Suns.
Markkanen uttogs den 2 februari till NBA All Star-matchen som reserv för västra konferensen. Markkanen blev den första NBA All-Star-spelaren som är född i ett nordiskt land. Den 10 februari flyttades han till öppningsfemman.
Efter säsongen väckte Markkanen uppmärksamhet inom media då han påbörjade sin obligatoriska militärtjänstgöring i Finland.

#### 2023-2024 säsong
Den 19e november 2023, spelade Markkanen sin karriärs nästa högsta minuter (50). Han gjorde sin säsongsbästa match dittils med 38 poäng med säsongens högsta antal  rebounds, 17 stycken, i en 140 -137 förlust mot Phoenix Suns.
Transferrykterna florerade runt Markkanen inför trejddeadlinen i februari 2024.
Den 15 januari 2024 utnämndes han till veckans bästa spelare i västra konferensen för första gången under sin karriär.
Under sommaren 2024 förekom det många trejdrykten om Markkanen, bland annat att han skulle säljas till Golden State Warriors, men den 7 augusti skrev han under ett förlängsavtal med Utah Jazz. Kontraktet gjorde Markkanen till klubbens bästbetalda spelare någonsin.

## NBA-rekord
- Den spelare som snabbast nått 100 trepoängare (41 matcher)
- Enda NBA-spelare som har fått 100 dunkar och 200 trepoängare i en och samma säsong[18]

## Finländska landslaget

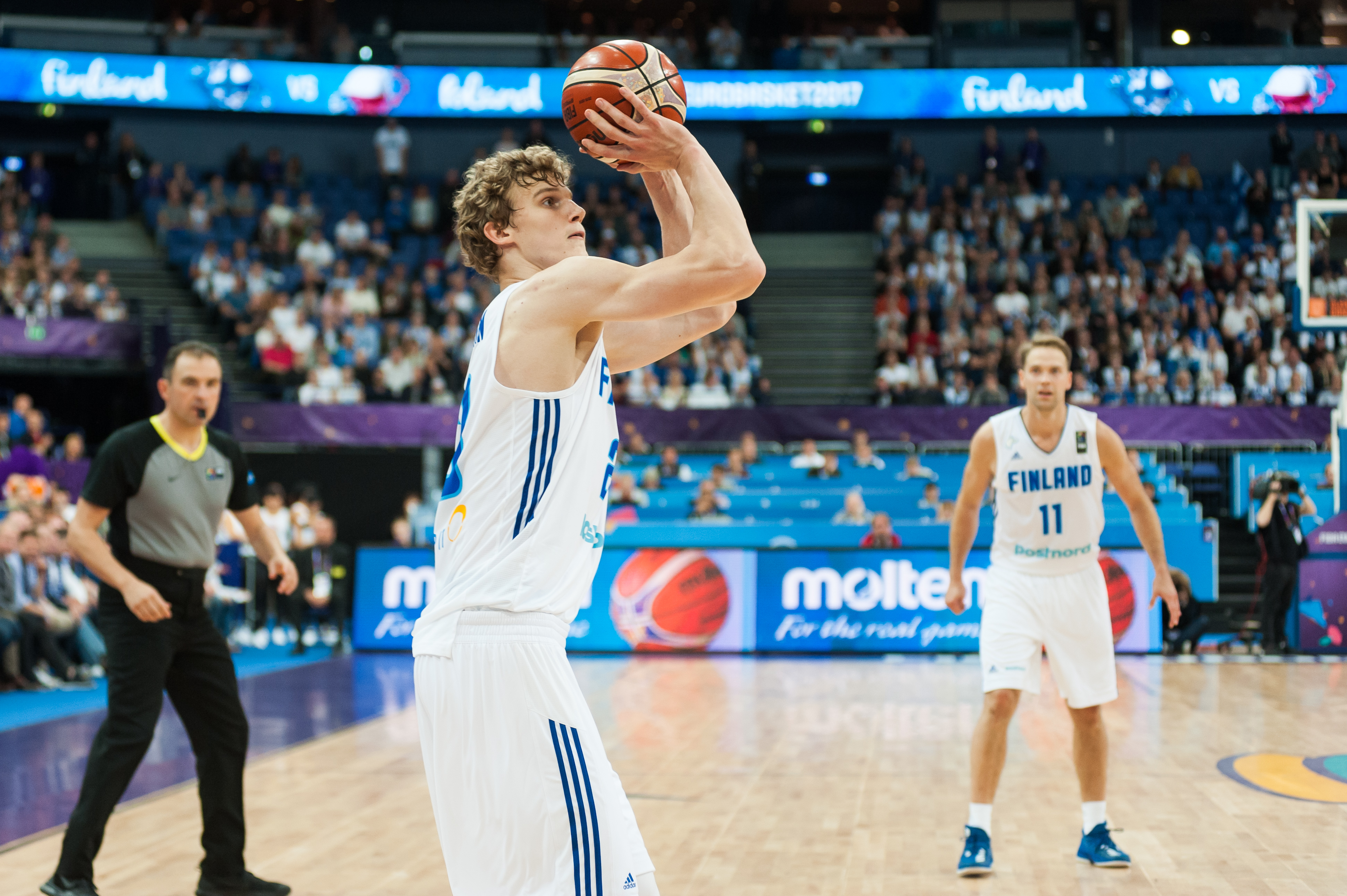
Lauri Markkanen under Europamästerskapet i basket för herrar 2017.

### Juniorlandslaget
Markkanen spelade sin första match för finländska U-18-landslaget på 2015 FIBA Europe under-18 Championships. Under 2016 FIBA Europe under-20 Championships ledde han poängligan.

### Seniorlandslaget

#### Eurobasket
Markkanens första match för det finländska seniorlandslaget var i EuroBasket 2017, vilket delvis hölls i Finland. Han snittade 19,5 poäng och 5,7 returer under 6 matcher.
Han spelade sin andra EuroBasket-turnering 2022. I åttondedelsfinalen fick Markkanen 43 poäng och ledde Finland till 94–86-vinst över Kroatien. Hans poängsaldo var en ny rekord genom tiderna för en finländsk spelare under Europamästerskapet och tredje högst i årets Europamästerskap. Vinsten tog också Finland till EM-kvartsfinal för första gången någonsin. Finland förlorade dock nästa match mot blivande Europamästaren Spanien. Markkanen snittade 27,9 poäng och hade 54,2 kastprocent och 8 returer under sju matcher. Han fick smeknamnen King of the North och The Finnisher under turnering.

#### Världsmästerskap
I basket-VM 2023 ledde Markkanen det finländska landslaget. Finland hamnade på plats 21 i mästerskapet efter förluster mot bland annat Tyskland och Australien. 

## Privat
Lauri Markkanen är gift med Verna Aho och paret har två barn, födda 2018 och 2020. 